# Novion-Porcien
 Novion-Porcien  là một xã ở tỉnh Ardennes, thuộc vùng Grand Est ở phía bắc nước Pháp.